# Juncaginaceae
Juncaginaceae Rich. è una famiglia di piante angiosperme dell'ordine Alismatales.

## Tassonomia
La famiglia comprende i seguenti generi:
- Cycnogeton Endl. (8 specie)
- Tetroncium Willd. (1 sp.)
- Triglochin Riv. ex L. (26 spp.)